# LICRA vs. Yahoo!
Ligue contre le racism et l’antisémitisme et Union des étudiants juifs de France vs. Yahoo! Inc. is een Franse rechtszaak die voorkwam bij het Hooggerechtshof van Parijs in 2000. De rechtszaak ging over de online verkoop van nazi-artikelen op de veilingsite van Yahoo!. De Franse liga tegen racisme en antisemitisme daagde Yahoo! Inc. voor de rechter omdat ze beweerde dat dit in strijd was met de nationale wetgeving.

## De zaak in Frankrijk
De LICRA beklaagde dat Yahoo! zijn online veilingdiensten aanbood voor de verkoop van nazi-artikelen. De Franse Jood Marc Knobel had de artikelen al eerder opgemerkt en gevraagd aan Yahoo! om dit van hun site te verwijderen. Yahoo! besloot dit niet te doen omdat dit volgens hen een inbreuk was op hun recht op vrije meningsuiting. De LICRA zei dat de verkoop van de artikelen in strijd was met artikel R645-1 van de Franse Strafwet. Die stelt dat de verkoop van onder andere nazi-gerelateerde goederen verboden is. 
De verdediging van Yahoo! hield zich aan het feit dat deze zaken onder de jurisdictie van de Verenigde Staten vallen. Ze beweerden dat er geen enkele technische mogelijkheid was om Franse burgers selectief tegen te houden zodat ze niet konden deelnamen aan de veilingen. Ten minste niet zonder het bedrijf in financiële moeilijkheden te brengen. 
De verdediging stelde dat het Franse hof niet in staat was om deze zaak te behandelen. Ze baseerde zich bij die stelling op 3 zaken:
- de servers van Yahoo! Inc. zijn gelegen op het grondgebied van de Verenigde Staten
- de diensten die Yahoo! stelt zijn voornamelijk gericht op de inwoners van de Verenigde Staten
- het eerste amendement uit de Onafhankelijkheidsverklaring garandeert het recht op vrije meningsuiting

## Article R645-1
Artikel R645-1 van de Franse strafwet verbiedt het openbaar “dragen en tentoonstellen” van uniformen, emblemen en insignes die doen denken aan zaken gebruikt door:
- een organisatie die als illegaal wordt aanzien door artikel 9 van de Neurenberg-wetten of door
- een persoon die schuldig werd bevonden aan misdaden tegen de menselijkheid

Het vertoon ervan is wel toegestaan voor films, theaterproducties en historische tentoonstellingen.

## Mogelijkheden van het Franse hof
Het hof oordeelde dat er genoeg linken bestonden om Frankrijk volledige jurisdictie te geven om op die manier de klacht te kunnen behandelen. De voornaamste waren:
- de verkoop van nazi-artikelen was opengesteld voor bieders uit alle landen, waaronder Frankrijk,
- het vertonen en het bekijken van die artikelen zorgde in Frankrijk voor heel wat ophef en was verboden door de Franse strafwet,
- Yahoo! Inc. was zich ervan bewust dat Franse burgers hun veilingsite gebruikten. Op de site waren namelijk Franse advertenties te zien.

## Oordeel van het Franse hof
Op 22 mei 2000 bevestigde een tussentijds oordeel de illegale aard van de verkoop van nazi-artikelen op de site van Yahoo!. Een team van experten werd aangesteld om te zoeken naar een manier om voorvallen zoals dit in de toekomst te kunnen vermijden. 
Yahoo! FranceSociété Yahoo! France kreeg op 22 mei 2000 bevel om zijn gebruikers te waarschuwen voor een mogelijke overtreding van de Franse strafwet indien ze bepaalde links volgden. Een verzoek om deze links naar de veiling te verwijderen werd afgewezen. Er werd wel nogmaals op gewezen dat een waarschuwing nodig was bij het activeren van dergelijke links.
Yahoo! Inc.Op 22 mei 2000 kreeg Yahoo! Inc. het bevel om maatregelen te treffen zodat Franse inwoners geen toegang meer hadden tot de veiling van de nazi-artikelen op hun site. Yahoo! Inc. reageerde door te zeggen dat zij niet akkoord konden gaan met deze uitspraak. Indien Yahoo! er niet in slaagde om binnen drie maanden dit bevel uit te voeren, zou het hof hen een boete opleggen van 100.000 frank, zo’n € 15.244,90, per dag.

## Voortgang in de Verenigde Staten
Op 10 januari 2001 verklaart Yahoo! niet in te zullen gaan op de uitspraken van Frankrijk. Ze besluiten om de zaak voor de Amerikaanse districtsrechtbank van Californië te laten berechten. Ze willen hiermee aantonen dat de Franse uitspraak niet geldig is op Amerikaanse bodem. Jurylid Jeremy Fogel zegt dat de bevindingen van het Hooggerechtshof van Parijs geen rekening houden met het eerste amendement uit de Onafhankelijkheidsverklaring. De beslissing wordt hierdoor als ongeldig aanzien.
De LICRA legt deze uitspraak voor aan het U.S. Court of Appeals for the Ninth Circuit. Dit federaal gerechtshof dat handelt over jurisdictie maakt de beslissing van de districtsrechtbank ongedaan op 23 augustus 2004, omdat de rechtbank geen jurisdictie had om uitspraken te doen over buitenlandse organisaties zoals de LICRA. 
De rechtszaak zorgde voor ophef in de media en controverse binnen de Verenigde Staten. Sommigen zagen het als censuur op de Verenigde Staten door een buitenlandse macht. Hoewel de oorspronkelijke beslissing Yahoo! enkel verplichtte om de verkoop van nazi-artikelen aan Fransen te voorkomen, besliste Yahoo! om de verkoop van deze artikelen volledig van hun site te verwijderen.